# Friedrich Wilhelm Christians
Friedrich Wilhelm Christians (* 1. Mai 1922 in Paderborn; † 24. Mai 2004 in Düsseldorf) war ein deutscher Bankier.

## Leben

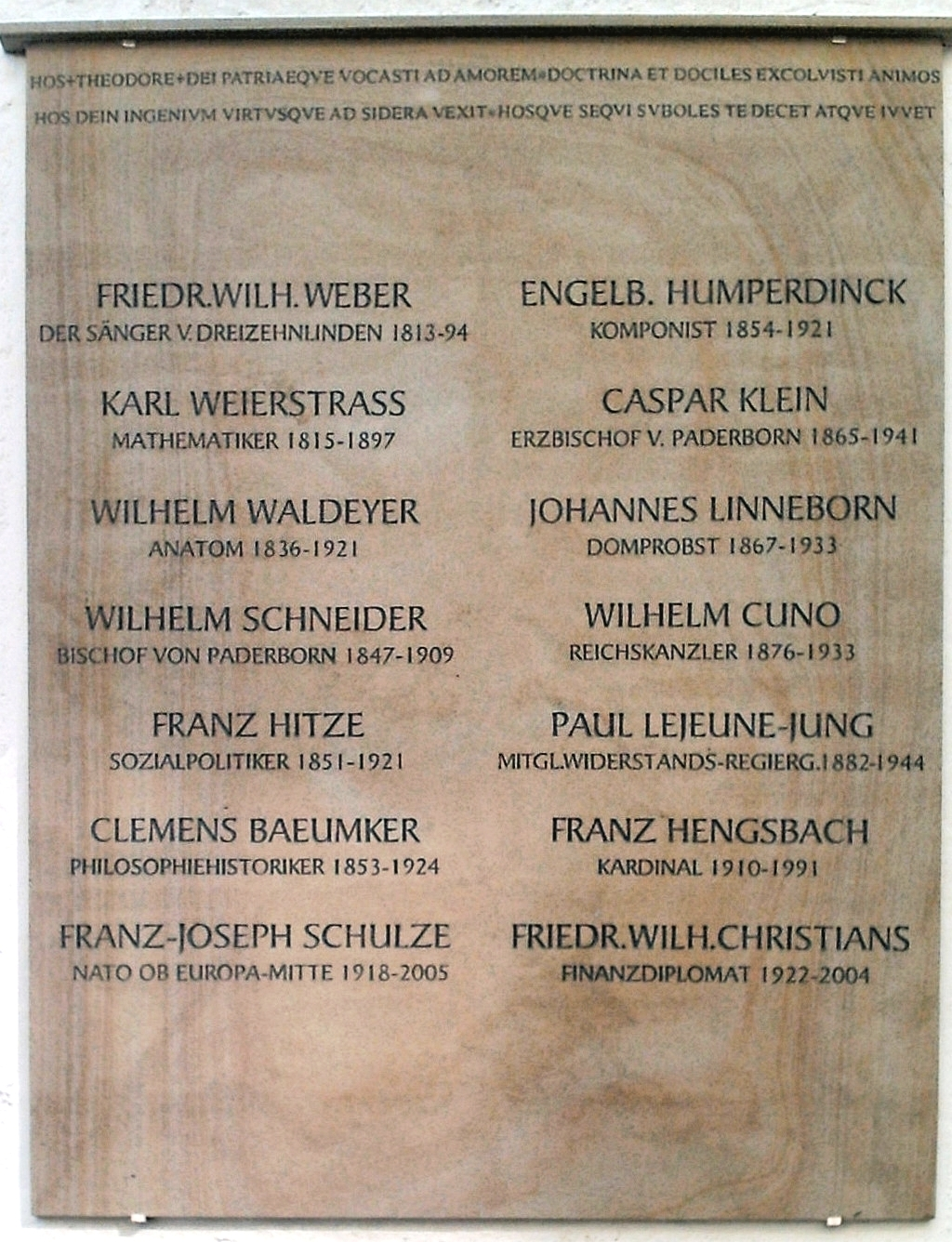
Ehrentafel am Gymnasium Theodorianum in Paderborn. Rechte Seite unten: Friedrich Wilhelm Christians

Christians wurde als Sohn eines Oberingenieurs geboren, besuchte das Gymnasium Theodorianum in Paderborn und schloss seine Schulzeit dort 1940 mit dem Abitur ab.
Christians nahm am Zweiten Weltkrieg als Offizier teil, zuletzt in Ostpreußen.
Nach dem Studium der Rechtswissenschaften in Göttingen und Bonn (Promotion 1951) trat Christians 1951 in die Rheinisch-Westfälische Bank (ab 1957: Deutsche Bank) ein. Da Christians ursprünglich die Absicht hatte, Diplomat zu werden, glaubte er an eine nur kurze Gastrolle bei der Deutschen Bank.
Bereits 1954 wurde er von Hermann Josef Abs zum Bankdirektor ernannt. 1965 wurde er in den Vorstand berufen und war ab 1967 ordentliches Vorstandsmitglied. 1976 wurde er Sprecher des Vorstands der Deutschen Bank, bis 1985 zusammen mit Wilfried Guth, danach bis 1988 mit Alfred Herrhausen. Bis dahin besaß die Deutsche Bank regelmäßig zwei gleichberechtigte Sprecher des Vorstandes. Von 1988 bis 1997 war er Vorsitzender des Aufsichtsrats der Bank. Von 1975 bis 1979 fungierte er als Präsident des Bundesverbandes deutscher Banken. Christians war das letzte Vorstandsmitglied der Deutschen Bank, das seinen Arbeitsplatz an der Düsseldorfer Königsallee hatte, bevor der Vorstand seinen Sitz vollständig nach Frankfurt am Main verlegte. Christians wohnte in Meerbusch.
Seine Tätigkeiten zur Ausweitung des Handels mit den Staaten jenseits des Eisernen Vorhangs brachten ihm den Ruf ein, der heimliche Außenminister des Landes zu sein. So vermittelte er zusammen mit Otto Wolff von Amerongen das Barter-Geschäft zwischen Mannesmann und der UdSSR, bei dem Pipelineröhren gegen Erdgaslieferungen getauscht wurden. In der Sowjetunion traf er auch den Kunstsammler George Costakis; diese Begegnung prägte die Kulturaktivitäten der Deutschen Bank.
Christians trat bei den Beratungen von Finanzminister Theo Waigel zur Währungsunion der beiden deutschen Staaten gegen den Umtauschkurs 1:1 der Ost-Mark zur DM ein.
1994 trug Christians maßgeblich zur Erinnerung an den 400. Gründungstag der Universität Königsberg bei, an der Immanuel Kant gelehrt hatte.

## Auszeichnungen
- 1979: Krawattenmann des Jahres
- 1979: Großes Bundesverdienstkreuz
- 1987: Verdienstorden des Landes Nordrhein-Westfalen[2]
- 1988: Großer Ehrenring der Stadt Düsseldorf[3]
- 1988: Großes Bundesverdienstkreuz mit Stern
- 2000: Jabach-Medaille der Stadt Köln für seine Verdienste um das Wallraf-Richartz-Museum, u. a. im Kuratoriumsvorsitz[4][5]

## Schriften
- Wege nach Russland – Bankier im Spannungsfeld zwischen Ost und West. Hoffmann u. Campe, Hamburg 1989, ISBN 3-455-08337-4.
- Unternehmer und Gesellschaft. Arbeitgeberverb. d. Metallindustrie Köln, Köln 1982, ISBN 3-88575-017-1.